# Aulacoscelis gigantea
Aulacoscelis gigantea is een keversoort uit de familie schijnhaantjes (Orsodacnidae). De wetenschappelijke naam van de soort werd in 1975 gepubliceerd door Medvedev.